# 博恩地区
博恩地区（法語：Le pays de Born，法語發音：[pei də bɔʁn]）是法国朗德省北部的一个小型沿海传统地区。

## 地名
“博恩”（Born）一名可能源自加斯科涅语“bòrna”（后者源自通俗拉丁语“bodina”、“botina”，意为“边境的树”)，意为“边境”。

## 地理
博恩地区北起比什地区，南至马朗桑（Marensin），东临上朗德（Haute-Lande），西接大西洋。该地区呈梯形，各边构成如下： 
- 西边：北部为比斯卡罗斯海滩（Biscarrosse-Plage），南部为博恩地区圣于连，相距约40千米
- 东边：北部为桑吉内，南部为莱维尼亚克，相距约55千米

海洋（西）与上朗德（东）相距约20千米。